# Зайцев, Алексей Никифорович
Алексе́й Ники́форович За́йцев (28 марта 1939, с. Игумново, Горьковская область, РСФСР — 26 мая 2018, д. Петряевка, Нижегородская область) — советский и российский актёр и режиссёр.

## Биография
Родился 28 марта в 1939 году в деревне Игумново Нижегородской области.
Окончил Театральное училище имени Б. В. Щукина.
Работал в театрах на Таганке, имени А. С. Пушкина, им. К. С. Станиславского.
В 1970-х годах играл в подпольных спектаклях театра абсурда по пьесам «Стулья» Ионеско, «Сторож» и «Лифт» Пинтера, поставленных Григорием Залкиндом, где исполнял вместе с Тамарой Дегтярёвой главные роли. После отмены цензурных ограничений в 1980-х сам ставил эти же спектакли.
После одного из подпольных показов спектакля «Сторож» его забрали в милицию, а позже отправили на 45 суток в психиатрическую больницу, где он написал пьесу «Остановка в пустыне», по которой позже поставил спектакль. За этот спектакль Алексей Зайцев получил первый приз во Франции, и его пригласили в Лондон, Оксфорд и Эдинбург, где в каждом городе было сыграно по 10 спектаклей.
Работал в театре-студии «Сфера», «Мел».
Умер 26 мая 2018 года. Похоронен в деревне Петряевка, около города Дзержинска Нижегородской области.

## Фильмография
1. 1959 — Ветер
2. 1959 — Колыбельная — Костя Сорокин (в титрах не указан)
3. 1960 — Алёшкина любовь — Женька
4. 1961 — Обманутые
5. 1963 — При исполнении служебных обязанностей
6. 1964 — Остров Колдун
7. 1964 — Пядь земли
8. 1966 — Бэла
9. 1967 — Браслет-2 — эпизод
10. 1970 — Встряска
11. 1970 — Соло
12. 1971 ― Двенадцать стульев ― сотрудник Дома Народов (в титрах не указан)
13. 1974 ― Белый круг ― Мусиенко
14. 1975 — Ральф, здравствуй!
15. 1975 — Мальчик со шпагой
16. 1977 — Бирюк — мужик-порубщик
17. 1977 — Смешные люди! — Михайло, массажист в бане
18. 1979 — Возьми меня с собой
19. 1981 — Единственный мужчина
20. 1981 — Дядюшкин сон (ТВ, реж. А.Орлов) ― Афанасий Матвеевич
21. 1982 — Василий Буслаев — Потаня
22. 1984 — Мертвые души — Селифан, кучер Чичикова
23. 1985 — В. Давыдов и Голиаф — мастер
24. 1986 — Знак беды
25. 1986 — Плюмбум, или Опасная игра — бомж Коля-Олег
26. 1986 — Человек, который брал интервью
27. 1988 — Хлеб — имя существительное
28. 1989 — Караул — осуждённый
29. 1989 — Кошкодав Сильвер — Лёха
30. 1989 — Смиренное кладбище
31. 1990 — Дамский портной — Антон Горбунов, дворник-надзиратель[4][5]
32. 1990 — Красное вино победы — Иван Капешкин
33. 1992 — Ванька-Встанька
34. 1992 — Тишина
35. 1993 — Наводнение
36. 1997 — Самозванцы
37. 1999 — Очаровательные негодники
38. 2000 — Третьего не дано
39. 2002 — Тайна Лебединого озера
40. 2003 — Бумер — тракторист
41. 2004 — Солдаты
42. 2005 — Доктор Живаго
43. 2006 — Сволочи

### Киножурнал «Фитиль»
1. 1991 — Выпуск № 351 (новелла «Наши камикадзе») — алкоголик
2. 1992 — Выпуск № 362 (новелла «Допинг») — сантехник
3. 1994 — Выпуск № 382 (новелла «Большая перемена») — мужчина играющий в домино

## Озвучивание мультфильмов
1. 1979 — Премудрый пескарь
2. 1985 — Перфил и Фома